# Brumadinho
Brumadinho är en ort i Brasilien.   Den ligger i kommunen Brumadinho och delstaten Minas Gerais, i den sydöstra delen av landet, 600 km sydost om huvudstaden Brasília. Brumadinho ligger 757 meter över havet och antalet invånare är 27 563.
Terrängen runt Brumadinho är kuperad åt nordväst, men åt sydost är den platt. Runt Brumadinho är det ganska tätbefolkat, med 70 invånare per kvadratkilometer.. Närmaste större samhälle är Betim, 19,5 km norr om Brumadinho.
Omgivningarna runt Brumadinho är huvudsakligen savann.